# 風田陣
風田 陣（かぜた じん、1971年1月28日 - ）は、日本の元男性総合格闘家。本名は藤田 淳（ふじた じゅん）。新潟県村上市出身。

## 概要
総合格闘技ジム、ピロクテテス新潟代表。元MAキックボクシング選手。ニックネームは特に無し。キックボクシング仕込みの首相撲からの強力な膝蹴りが持ち味らしい。